# Tom Ashley
Thomas John Mitchell „Tom“ Ashley, ONZM (* 11. Februar 1984 in Auckland) ist ein ehemaliger neuseeländischer Windsurfer.

## Erfolge
Tom Ashley nahm an den Olympischen Sommerspielen 2004 in Athen und 2008 in Peking teil. 2004 belegte er in der Bootsklasse Mistral mit 98 Punkten den zehnten Platz. Vier Jahre darauf verliefen die Spiele in der Bootsklasse RS:X deutlich erfolgreicher für ihn: nach zehn Rennen lag er gleichauf mit Nick Dempsey einen Punkt hinter Julien Bontemps, musste im abschließenden sogenannten medal race also vor beiden landen, um die Goldmedaille zu gewinnen. Dies gelang ihm auch mit einem dritten Platz vor Bontemps auf Rang vier und Dempsey auf Rang sieben, womit Ashley vor Bontemps und Shahar Zubari schließlich Olympiasieger wurde. Im selben Jahr gewann er zudem im RS:X die Weltmeisterschaft in seiner Geburtsstadt Auckland, nachdem er zwei Jahre zuvor in Nago-Torbole noch den zweiten Rang belegt hatte.
Ende 2008 erhielt er für seinen Olympiaerfolg das Offizierskreuz des New Zealand Order of Merit. Ashley ist Rechtsanwalt und im neuseeländischen Kanurennsportverband tätig.